# Екологічна психологія
Екологічна психологія (від грец. oikos — дім, батьківщина, psyche — душа та logos — вчення) — галузь психології, предметом дослідження якої є багатоаспектність проявів екологічної свідомості людини (соціогенез, онтогенез тощо).
Як нова галузь знання (на перетині екології, психології, права, філософії, етики та ін.) екологічна психологія почала формуватися у вітчизняній теоретичній площині на початку 90-х років ХХ ст., коли шляхи подолання екологічної кризи стали чітко пов'язуватися зі змінами особистісної та суспільної свідомості.
Виокремлюється три методологічні особливості екологічної психології:
- По-перше, об'єктом дослідження стає не природне середовище, а світ природи, як цілісний живий організм, як сукупність природних явищ в їх розмаїтті, єдності та унікальності.
- По-друге, вивчаються типи взаємодії людини зі світом природи. Слід підкреслити, що екологічна свідомість віддзеркалює чималий спектр інтелектуально-емоційних аспектів сприйняття світу, відображення, споглядання, почуття, пізнання, оцінки, рефлексію тощо. Крім того, екологічна свідомість, як правило, базується на науковому світогляді, релігійному світосприйнятті, рефлексивному ставлення до світу природи, естетичних смаках.
- По-третє, увага акцентується на суб'єктивному, особистісному ставленні до природи. З цією метою екологічна психологія використовує понятійний апарат психології особистості, гуманістичної психології, соціальної психології, вікової психології, медичної та педагогічної психології.

На думку вітчизняного науковця Ю. Шайгородського, нині основними напрямками досліджень екологічної психології є: екопсихологія як галузь психологічних наукових пошуків; психологія екологічної свідомості; еколого-психологічні аспекти старіння, еколого-психологічні проблеми Інтернет-мережі, психолого-педагогічні аспекти екологічної освіти тощо. Головним завданням екологічної психології є розробка дієвих синергетичних моделей співіснування людини і природи, принципів і методів діагностики екологічної свідомості різних верств населення, формування системи умінь і навичок (технологій і стратегій) взаємодії людини з природою. Екологічна психологія тісно пов'язана з розвитком ефективних форм екологічної освіти, яка націлена на розкриття універсальної цінності природи, небайдуже шанобливе ставлення до неї, формування індивідуальної екологічної відповідальності, здатності оцінити якість взаємодії людини і природи.